# L-Innu Malti
L-Innu Malti je državna himna Republike Malte.
Besedilo himne je napisal malteški pesnik Dun Karm Psaila, glasbo pa Robert Sammut. Skladba je bila prvotno zamišljena kot šolska himna v obliki molitve.  Himna je bila prvič izvedena 3. februarja 1923, za malteško himno pa je bila proglašena leta 1945.

## Besedilo
Lil din l-art ħelwa, l-Omm li tatna isimha,
Ħares, Mulej, kif dejjem Int ħarist:
Ftakar li lilha bl-oħla dawl libbist.
Agħti, kbir Alla, id-dehen lil min jaħkimha,
Rodd il-ħniena lis-sid, saħħa 'l-ħaddiem:
Seddaq il-għaqda fil-Maltin u s-sliem.

Angleški prevod:
Guard her, O Lord, as ever Thou hast guarded!
This Motherland so dear whose name we bear!
Keep her in mind, whom Thou hast made so fair!
May he who rules, for wisdom be regarded!
In master mercy, strength in man increase!
Confirm us all, in unity and peace!